# Porsche 645
La Porsche 645, chiamata anche Type 645 e soprannominata Mickey Mouse, è una vettura da competizione costruita dalla casa automobilistica tedesca Porsche nel 1956.
La 645 ha esordito in gara il 22 luglio 1956.
La vettura doveva essere un'evoluzione della 550 Spyder, progettata per essere più leggera piccola ed agile, ma invece risultò assai complessa da guidare. Durante una gara sul circuito dell'Avus, la vettura andò distrutta a causa di un incidente.
Dalla 645 venne in seguito derivata la Porsche 718.